# Philip L. Dade
Philip L. Dade, född 1908, död 1976, var en amatörarkeolog verksam i Panama.

## Biografi
Philip L. Dade var anställd vid Panamakanalzonen som drevs av "Panama Canal Company". Han gick i pension i november 1963, efter att under drygt 26 år i tjänst ha arbetat som tullinspektör samt chef för "Contraband Control Section" och "Civil Defense Unit".

Philip L. Dade under utgrävning i Panama. Ur Panama Canal Review 1952 (Vol. 3, No. 3).

1967.30.0015. Människofigur av lergods med utplattat huvud från Costa Rica, ur Världskulturmuseets samlingar.

Dades rykte som amatörarkeolog spelade en roll vid öppnandet av en ny arkeologisk plats, Venado Beach vid Fort Knobble, en tidigare kokosnötplantage som gjorts om till skjutbana. I juli 1949 körde en schaktningsmaskin över några ben- och krukfragment. Dade blev underrättad om vad som hänt och efter att själv ha undersökt platsen kontaktade han professor Mendez vid Panama Museum och Ernesto Castillero, professor i geologi och historia vid universitetet i Panama. Utgrävningar började, först av Dade och andra lokala amatörarkeologer. Sedan kontaktades "Peabody Museum of Archaeology and Ethnology"  och en expedition ledd av Dr. Lothrop utgrävde platsen 1951. 
1950-1951 etablerades ett museum, Canal Zone Museum, i Ancón, Panama. Bland museets samlingar kan nämnas modeller av utrustning (bl.a. muddringsfartyg, spårväxlar och järnvägsvagnar) som användes under konstruktionen av Panamakanalen, uppstoppade djur och fåglar från La Boca Occupational High School, keramik från Venado Beach, en belgisk dubbelpipig pistol tillverkad runt 1850 som hittades i en grotta vid Fort San Lorenzo, samt föremål av lokalhistoriskt intresse, insamlade från Panamanäset (Isthmus of Panama). Förutom institutioner så bidrog även ett antal privatpersoner till samlingarna och Dade var en av dessa. Museet och dess samlingar finns beskrivna i ”Panama Canal Review”, en tidskrift som gavs ut av ”Panama Canal Company” mellan 1950 och 1981. 
Dade ägde en liten lantgård i Cocklé som han besökte nästan varje helg. Han planterade där ett antal fruktträd och spenderade mycket tid och pengar på att experimentera med olika spannmål och grödor. Han skaffade sig många vänner bland de permanenta invånarna i området, levererade utsäde och hjälpte dem att utveckla nya planteringsmetoder. Samarbetet med de lokala småbönderna var dock inte hans enda bidrag till området. Han åtog sig att förbättra de två klassrummen i den lokala skolan i Cocklé, som låg längs Inter-American Highway, den Centralamerikanska delen av Pan-American Highway, ca 10 km väster om Penonomé. Han köpte ett överskott av skolbänkar från Panamakanalzonen till de ca 90 skolbarnen, ordnade med transporten av skolbänkarna och hyrde sedan en snickare för att bygga om de gamla skolbänkarna till stolar, allt på egen bekostnad. 
Världskulturmuseet i Göteborg och Etnografiska museet i Stockholm har tillsammans i sina samlingar över 1,000 arkeologiska föremål förvärvade från Philip L. Dade, uppdelade på 36 samlingsnummer. De flesta av dessa, drygt 800 föremål, finns på Världskulturmuseet. Bland föremålen kan nämnas lerkärl av olika slag, pilspetsar, stenyxor, mola-textilier, visslor, bjällror, malstenar och figuriner. De flesta är insamlade från olika delar av Panama, bl.a. Barriles, Coclé, Herrera, Los Santos och Veraguas, medan vissa har sitt ursprung i andra länder i Centralamerika. Samling 1967.30 på Världskulturmuseet innehåller föremål från bl.a. Guanacaste och Línea Vieja i Costa Rica, Frontera i Mexiko samt kulturerna Diquis (Costa Rica) och Chorotega (Nicaragua, Honduras, Costa Rica, El Salvador). Samlingen kom till Göteborg den 1 juni 1967 som fraktfritt kaptensgods med Johnson-Linjens "Rio de Janeiro", kapten G. Branning. Hemsändningen hade ordnats av svenske konsuln i Panama, Sven-Olov Fahlgren. 
Dade publicerade artiklar i bl.a. Etnografiska museets internationella tidskrift Ethnos och Panama Archaeologist. Han var president för "Archaeological Society of Panama" samt medlem av "Board of Directors and Treasurer of the Society of the Panama National Museum".

## Publikationer
- "The Archaelogical Society of Panama Ex Uno Dice Omnes 1949-1958". Philip L. Dade, Thelma H. Bull. Panama, 1958[6].
- ”Humpback Figures from Panamá”. Ethnos 1959, Volume 24, No 1-2, sid 38-44. https://www.tandfonline.com/doi/abs/10.1080/00141844.1959.9980858.
- "Rancho Sancho De La Isla, A Site in Coclé Province, Panama, A Preliminary Report". Panama Archaeologist, 1960[6].
- "Panama Archaeologist, Number 1, Volume 3: 1949-1960". Balboa Heights: Archaeological Society of Panama, 1960[6].
- "Panama Archaeologist, Number 1, Volume 4: 1949-1961". Archaelogical Society of Panama, Panama City, Panama, 1961[6].
- ”The provenience of polychrome pottery in Panama”. Ethnos 1961, Volume 26, No 4, sid 172-197. https://www.tandfonline.com/doi/abs/10.1080/00141844.1961.9980905.
- "Panama Archaeologist, Number 1, Volume 5: 1949-1962". Balboa Heights: Archaeological Society of Panama, 1962[6].
- "Archaeological Society of Panama, Volume 5, No. 1". Archaeological Society of Panama, 1962[6].
- ”More on humpbacks”. Ethnos 1968, Volume 33, No 1-4, sid 71-77. https://www.tandfonline.com/doi/abs/10.1080/00141844.1968.9980998.
- ”Veraguas, Heartland of Panama´s pre‐Colombian art”. Ethnos 1970, Volume 35, No 1-4, sid 16-39. https://www.tandfonline.com/doi/abs/10.1080/00141844.1970.9981022.
- ”Archaeology and pre‐Colombian art in Panamá”. Ethnos 1972, Volume 37, No 1-4, sid 148-167. https://www.tandfonline.com/doi/abs/10.1080/00141844.1972.9981057.
- "Bottles from Parita, Panama". Archaeology, 1972[6].
- "Arte Y Arqueologia Precolombinos De Panama". 1972[7].